# Campionato italiano di calcio da tavolo 1989 FICT
Il terzo campionato italiano di Subbuteo agonistico (calcio da tavolo) fu l'ultimo organizzato dal F.I.C.T.. Le gare si disputarono a Trento il 13 e 14 Maggio 1989. La competizione fu suddivisa nella categoria "Seniores" e nella categoria "Juniores"; quest'ultima è riservata ad i giocatori "Under16".

## Risultati

### Categoria Seniores

#### Girone A
- Frignani - Battistoni 9-0
- Di Muzio - Monte 2-1
- Pedrotti - Frignani 0-2
- Battistoni - Di Muzio 0-3
- Monte - Battistoni 2-2
- Di Muzio - Pedrotti 2-0
- Frignani - Di Muzio 5-2
- Pedrotti - Monte 0-2
- Battistoni - Pedrotti 2-0
- Monte - Frignani 0-8

#### Girone B
- Pilan - Lamberti 0-6
- Manfioletti - Monticelli 1-1
- Spagnolo - Pilan 6-1
- Lamberti - Manfioletti 2-0
- Monticelli - Lamberti 0-5
- Manfioletti - Spagnolo 1-4
- Pilan - Manfioletti 2-6
- Spagnolo - Monticelli 7-1
- Lamberti - Spagnolo 0-3
- Monticelli - Pilan 2-2

#### Girone C
- Catenacci - Bianco 2-3
- Perrino - Gruzza 5-3
- Mattiangeli - Catenacci 4-1
- Bianco - Perrino 0-4
- Gruzza - Bianco 2-6
- Perrino - Mattiangeli 2-2
- Catenacci - Perrino 1-6
- Mattiangeli - Gruzza 9-1
- Bianco - Mattiangeli 1-5
- Gruzza - Catenacci 3-3

#### Girone D
- Benvenuto - Bari 2-0
- Finardi - Mura 4-1
- Lombardo - Benvenuto 0-0
- Bari - Finardi 0-2
- Mura - Bari 2-0
- Finardi - Lombardo 5-1
- Benvenuto - Finardi 4-6
- Lombardo - Mura 1-2
- Bari - Lombardo 0-2
- Mura - Benvenuto 1-3

#### Quarti di Finale
- Marco Lamberti - Renzo Frignani 3-4
- Eric Benvenuto - Francesco Mattiangeli 0-4
- Enrico Perrino - Paolo Finardi 3-2
- Marco Di Muzio - Valentino Spagnolo 1-2

#### Semifinali
- Renzo Frignani - Francesco Mattiangeli 4-5
- Enrico Perrino - Valentino Spagnolo 1-2

#### Finali
Finale 3º e 4º posto Renzo Frignani - Enrico Perrino 0-2 a tav.
 Finale 1º e 2º posto Francesco Mattiangeli - Valentino Spagnolo 2-1

### Categoria Juniores

#### Girone A
- Peroni - Di Pierro 3-0
- Arca - Perrino 1-2
- Perrino - Peroni 1-1
- Di Pierro - Arca 0-2
- Perrino - Di Pierro 5-3
- Peroni - Arca 4-1

#### Girone B
- Dorato - Luciani 3-1
- Veneri - Patruno 1-4
- Patruno - Dorato 3-1
- Luciani - Veneri 0-1
- Patruno - Luciani 5-0
- Dorato - Veneri 1-1

#### Girone C
- Cammarata - Vita 5-1
- Mott - Marighetto 1-1
- Marighetto - Cammarata 2-2
- Vit - Mott 1-8
- Marighetto - Vit 4-0
- Cammarata - Mott 3-1

#### Quarti di finale
- Veneri - Peroni 1-5
- Dorato - Cammarata 3-0
- Perrino - Marighetto 3-1
- Mott - Patruno 0-4

#### Semifinali
- Peroni Cristian - Dorato Andrea 1-4 (dopo tiri piazzati)
- Perrino Alessandro - Patruno Francesco 0-4

#### Finale
- Dorato Andrea - Patruno Francesco 3-2 d.t.s.